# Nassau (Bahama's)
Nassau [năs'ô'] is de hoofdstad van de Bahama's. Met zijn 274 400 inwoners (2016) is het de grootste stad van het land, waar 70% van de inwoners van de Bahama's woont.
Nassau ligt op het eiland New Providence. Het heeft een aantrekkelijke haven, een kleurrijke combinatie van architectuur uit de Oude Wereld en koloniale architectuur en een druk havengebied. Dankzij het tropische klimaat en het natuurschoon is Nassau een populaire toeristische bestemming met een beroemd nachtleven.
Het belangrijkste vliegveld van de Bahama's, Lynden Pindling International Airport, ligt op 16 kilometer ten westen van het centrum van Nassau. Van daaruit zijn er dagelijkse verbindingen met de grootste steden van de Verenigde Staten, Canada, het Verenigd Koninkrijk en het Caraïbisch gebied.

## Geschiedenis
Nassau heette vroeger Charles Town(e); het is door de Spanjaarden tot de grond toe afgebrand in 1684, maar later herbouwd en Nassau genoemd in 1695, naar de Nederlandse stadhouder en koning van Engeland, Schotland en Ierland Willem III van Oranje-Nassau, in Schotland William II.
In de 17e en 18e eeuw was het een belangrijk uitvalsbasis van Caraïbische piraten.

## Klimaat
In de zomer komt de temperatuur zelden boven de 33 °C en 's winters is het overdag tussen de 20 en de 26 °C. De temperatuur komt zelden onder de 10 °C.

## Toerisme
De nabijheid van de Verenigde Staten – het ligt op slechts 290 km ten oostzuidoosten van Miami – is een belangrijke factor in het succes als vakantiebestemming, vooral sinds de Verenigde Staten het reizen naar Cuba verbood. Het wereldberoemde toeristencentrum Atlantis op het nabijgelegen Paradise Island trekt meer bezoekers naar de stad dan enig ander hotel. Het megaresort biedt werkgelegenheid aan meer dan 6000 Bahamanen en is daarmee de grootste werkgever na de overheid.
Een belangrijke bezienswaardigheid is Fort Fincastle, met de 31 meter hoge Queen's Staircase, een in 1793 in de rotsen uitgehakte trap, die als ontsnappingsroute was bedoeld. Onderaan de trap loopt men door een kloof met tropische begroeiing.
Een andere toeristische trekker is Junkanoo, een carnavaleske straatparade met ritmische begeleiding van koebellen, trommels en fluiten, die jaarlijks op 26 december en 1 januari tussen 1 uur 's nachts en 10 uur 's morgens wordt gehouden.

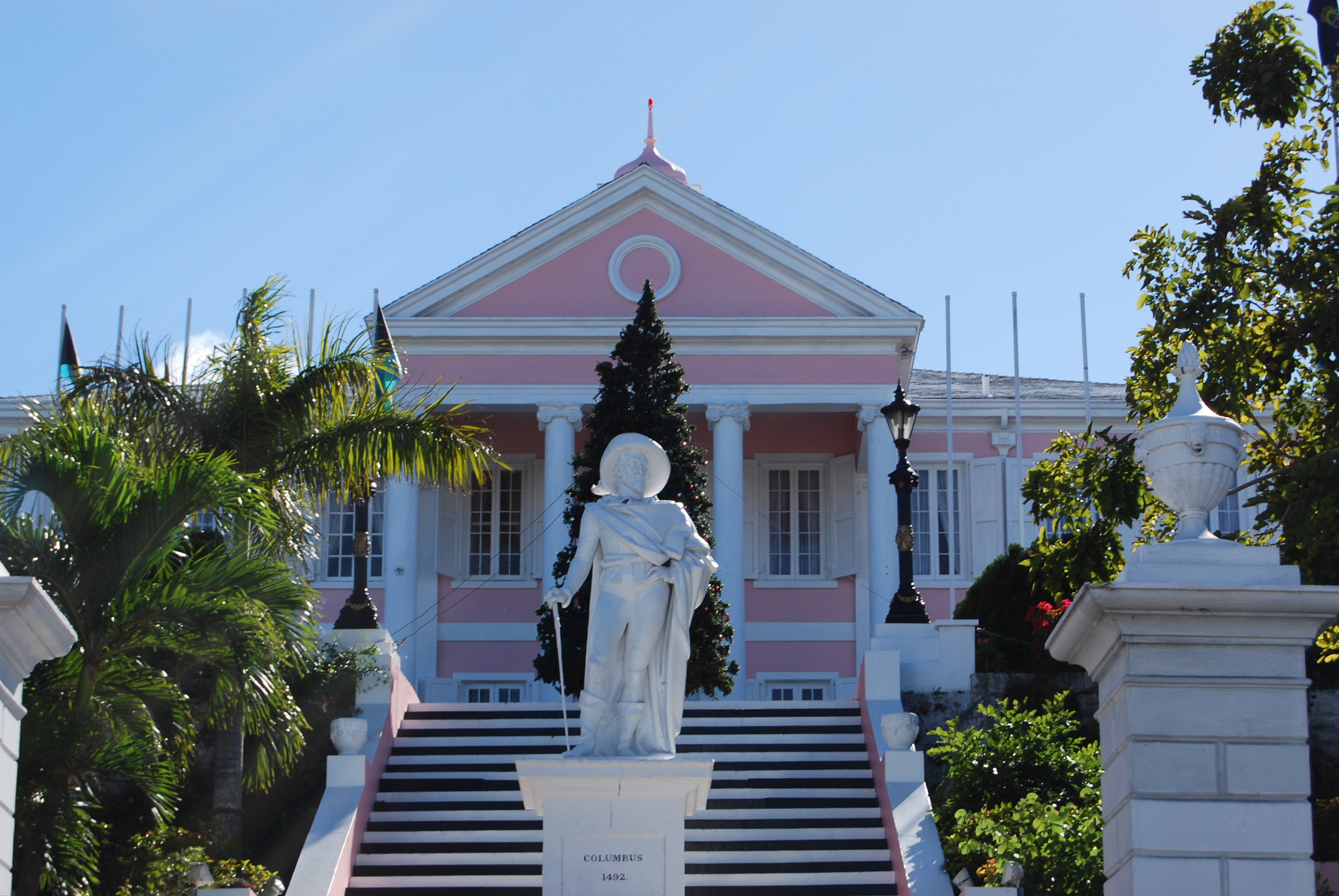
Residentie van de gouverneur-generaal
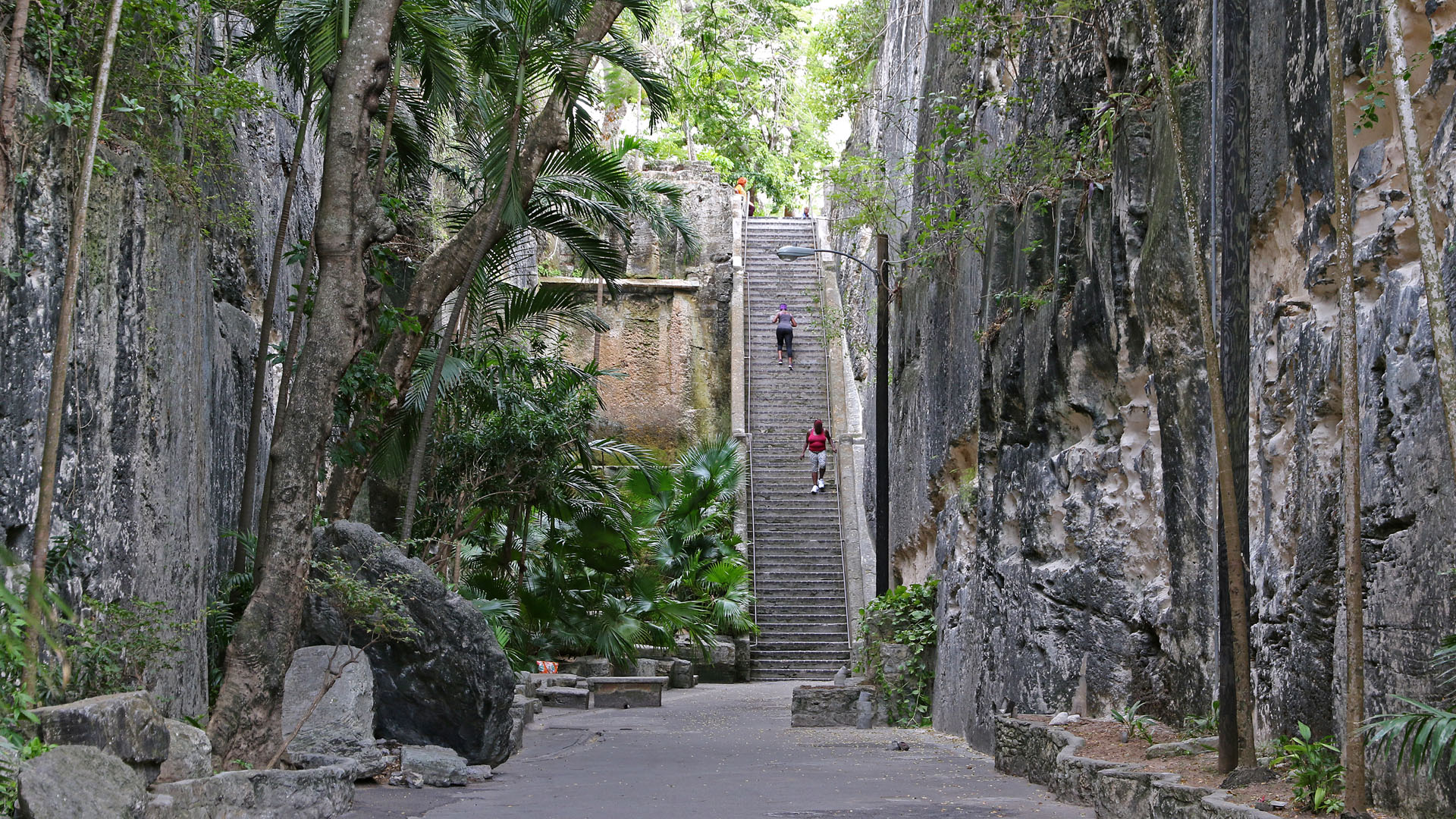
The Queens Staircase
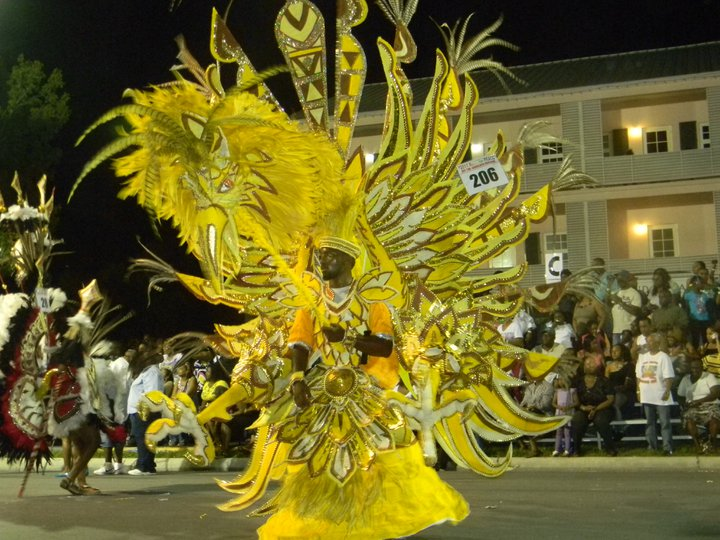
Junkanoo

## Stedenband
- Detroit (Verenigde Staten)

## Geboren in Nassau
- Durward Knowles (1917-2018), zeiler
- Cecil Cooke (1923-1983), zeiler
- Ian Hamilton Finlay (1925-2006), Schots beeldend kunstenaar, dichter en auteur
- Tom Robinson (1938-2012), sprinter
- Laverne Eve (1965), speerwerpster
- Troy Kemp (1966), hoogspringer
- Chandra Sturrup (1971), sprintster
- Kimbo Slice (1974-2016), straatvechter en MMA-fighter
- Debbie Ferguson (1976), sprintster
- Tonique Williams-Darling (1976), sprintster
- Dominic Demeritte (1978), sprinter
- Avard Moncur (1978), sprinter
- Christine Amertil (1979), sprinter
- Trevor Barry (1983), atleet
- Andretti Bain (1985), sprinter
- Ryan Sweeting (1987), tennisser
- Arianna Vanderpool-Wallace (1990), zwemster
- Shaunae Miller (1994), sprintster